# Olaf Jasiński
Olaf Jasiński – polski gitarzysta, kompozytor, wokalista, autor tekstów i pisarz związany ze sceną muzyki RAC i NSBM. Znany z działalności w zespołach Honor i Warhead. Prowadzi również solową działalność artystyczną.

## Życiorys
Urodzony na początku lat 70. XX wieku w Szczecinku. Kilka lat później zamieszkał w Sokółce, by w późniejszych latach młodzieńczych powrócić do Szczecinka, gdzie w 1986 roku założył swój pierwszy zespół muzyczny – NeuStettin. Zespół Neustettin zagrał kilka koncertów oraz nagrał jedną nieoficjalną kasetę, z której kilka numerów w późniejszym czasie stało się utworami zespołu Honor. 
W 1989 Olaf Jasiński był jednym z założycieli zespołu Honor, w którym grał na gitarze elektrycznej i basowej oraz udzielał się wokalnie na pierwszej demo płycie – Biały Front. Wraz z zespołem nagrał osiem albumów studyjnych oraz szereg pomniejszych wydawnictw. Był jedynym kompozytorem zespołu oraz autorem większości tekstów. 
W 1997 roku wraz z liderem zespołu Konkwista 88 Adamem Bartnikiewiczem nagrał album zatytułowany Ziemia wiecznych prawd. W latach 2000–2006 wraz ze znanym z występów w ukraińskim zespole Nokturnal Mortum multiinstrumentalistą Knjazem Varggothem, współtworzył formację Warhead. Współtworzył także duet pod nazwą Battlefield. W 2003 roku powołał do życia formację muzyczną o nazwie October15.
W 2010 roku wydał debiutancki album solowy zatytułowany Trzymaj się bracie / Stay Strong Brother. Materiał został zadedykowany Januszowi Walusiowi – polskiemu emigrantowi w Południowej Afryce, separatyście i zabójcy lidera tamtejszej partii komunistycznej Chrisa Haniego. Rok 2010 zaowocował także powstaniem zespołu muzycznego OWK, którego tematem przewodnim jest Oi/punk.
W 2011 roku wydał autobiograficzną książkę pt. „Mechanizm fikcji”, a w 2013 kolejną część pt. „Antysocial?”.
W 2014 reaktywował zespół Honor w pierwotnym składzie, tj. z muzykami grającymi na ich pierwszym demo – Biały Front.

## Dyskografia
- Adam Bartnikiewicz, Olaf Jasiński – Ziemia wiecznych prawd (1997, Hard Records)
- Battlefield – Pole bitwy (2002, Strong Survive Records)[7]
- Battlefield – Zemsta za zdradę (2003, Ultima)[8]
- Antisystem/Атака 28/TNF/Вандал/October 15 – Augustów 2006 (2007, Strong Survive Records)
- Battlefield – Battlefield (2008, Sniper Records)
- October 15 – Gdy łączyła nas walka (2008, Fuck The System Records)
- OWK & October 15 – Split (2010,Homo Superior)
- October 15 – Katostrofa (2010, self-released)
- Коlovrat & Imperium & October 15 & Attack (2010, Kolovrat NS Records)
- Olaf Jasiński – Trzymaj się bracie / Stay Strong Brother (2010, Homo Superior)
- OWK – Antysocial (2011, Homo Superior)
- October 15 – No fight – No glory (2011, Homo Superior)
- OWK – Resistancerock (2011, Homo Superior)
- Olaf Jasiński – Instrumental (2012, Homo Superior)
- OWK – Ch.ujover (2012, Homo Superior)
- October 15 –  Desant (2013, Homo Superior)
- OWK – Sport, muzyka, rozum, walka (2013, HCT Records)
- Olaf Jasiński – Tożsamość (2014, Homo Superior)
- October 15 – Święte Dęby – Jad Podłej Bestii (2014, Homo Superior)
- Gundestrup -  L'or Et Le Sang (2016, Martel En Tête)
- OWK - Made in Chaos (2015, OWK Self Released)
- OWK - Rodzinny Park Rozrywki (2017, Dantiscum)
- OWK - 1310 Crew (2023, OWK Self Released)

## Publikacje
- Olaf Jasiński, Mechanizm fikcji. Autobiograficzna tragi-komedia fikcyjno-psychodeliczna, Homo Superior Label & Nija Art, 2011, ISBN 978-83-932698-0-8